# Опасни връзки (теленовела)
Вижте пояснителната страница за други значения на Опасни връзки.
Опасни връзки (на испански: Relaciones Peligrosas) испаноезична теленовела, римейк на испанския тийн сериал „Физика или химия“. Създаден е в САЩ през 2012 г. от Телемундо. Снимките са правени в Маями. Излъчва се през периода от 24 януари, 2012 до 25 юни, 2012 по канал Телемундо. Излъчвана е в 11 страни по света.

## История
Внимание:  Текстът по-долу разкрива сюжета на произведението (или части от него)!
Това е историята на Миранда – млада жена, току-що завършила университет и готова да стане преподавателка в гимназия. Влюбва се в Маурисио – младеж, който е по-малък от нея с няколко години, и се оказва, че е неин ученик. Лошото в ситуацията е, че това не е просто каприз, а истинска любов. Сега Миранда трябва да се сблъска с етични и социални конфликти. Най-накрая всички разбират а, законът я преследва за развращаване на непълнолетен.

## Участват
- Сандра Ечеверия (Sandra Echeverria) – Миранда Крус
- Ана Лайевска (Ana Layevska) – Патрисия Милано
- Габриел Коронел (Gabriel Coronel) – Маурисио Бланко
- Гонсало Гарсия Виванко (Gonzalo Garcia Vivanco) – Хуан Пабло Рейес
- Карлос Феро (Carlos Ferro) – Сантяго Мандрасо
- Марица Бустаманте (Maritza Bustamante) – Ана Конде
- Оскар Приего (Oscar Priego) – Гонсало Мендоса
- Жанет Лер (Jeannette Lehr) – Тереса Варгас
- Ана Лорена Санчес (Ana Lorena Sanchez) – Елисабет Гомес
- Данило Карера (Danilo Carrera) – Леонардо Максимо
- Ана Каролина Грахалес (Ana Carolina Grajales – София Бланко
- Орландо Фундичели (Orlando Fundichely) – Орландо Арагон
- Дад Дагер (Dad Dager) – Нена
- Хорхе Консехо (Jorge Consejo) – Хилберто Вердруго
- Кевин Апонте (Kevin Aponte) – Алехандро Портийо
- Кристина Масон (Cristina Mason) – Нора Гусман
- Рубен Моралес (Ruben Morales) – Рикардо Гомес
- Алма Матресито (Alma Matresito) – Виолета Вердуго, ВВ
- Исаак Рейес (Isaac Reyes) – Оливер Торес
- Ираид Лейлани (Yrahid Leylani) – Йесения Ривера
- Джонатан Фройдман (Jonathan Freudman) – Диего Барон
- Анди Перес (Andy Perez) – Касиус Дупонт
- Джими Бернал (Jimmie Bernal) – Андрес Максимо
- Кристиан де ла Кампа (Christian de la Campa) – Хоакин Ривера, Хоако
- Алекс Ердандес (Alex Hernández) – Себастиан Арагон
- Лесли Стюарт (Leslie Steward) – Ивана Шапиро

## Награди
| Награда                          | Категория                           | Номиниран                           |
| -------------------------------- | ----------------------------------- | ----------------------------------- |
| Premios Tu Mundo (2012)          | Любим главен герой                  | Габриел Коронел                     |
| Premios Tu Mundo (2012)          | Най-добра отрицателна роля          | Гонсало Гарсия Вивалко              |
| Premios Tu Mundo (2012)          | Най-добра актриса в поддържаща роля | Марица Бустаманте и Даниела Наваро  |
| Premios Tu Mundo (2012)          | Най-добър актьор в поддържаща роля  | Орландо Фундичели и Хорхе Консехо   |
| Premios Tu Mundo (2012)          | Най-добра двойка                    | Ана Лайевска и Кристиан де ла Кампа |
| Premios Tu Mundo (2012)          | Най-добра целувка                   | Ана Лайевска и Кристиан де ла Кампа |
| Premios people en Espanol (2012) | Най-добра теленовела                | Опасни връзки                       |
| Premios peolpe en Espanol (2012) | Най-добра актриса                   | Сандра Ечеверия                     |
| Premios people en Espanol (2012) | Най-добър актьор                    | Габриел Коронел                     |
| Premios people en Espanol (2012) | Най-добър актьор в поддържаща роля  | Карлос Феро                         |
| Premios people en Espanol (2012) | Най-добър злодей                    | Гонсало Гарсия Виванко              |
| Premios people en Espanol (2012) | Откритие на годината                | Габриел Коронел                     |
| Premios people en Espanol (2012) | Най-добра двойка                    | Сандра Ечеверия и Габриел Коронел   |